# Бранок
Бранок (укр. Бранок) — бывший посёлок в Семёновском районе Черниговской области Украины. Посёлок был подчинен Жадовскому сельсовету.

## История
По состоянию на 1986 год посёлок был обозначен как сарай. Решением Черниговского областного совета от 27.08.2005 года село снято с учёта.

## География
Был расположено северо-восточнее села Ольховка.